# Marian McDougall
Marian McDougall Herron, född 2 september 1913 i Portland i Oregon, död 14 maj 2009, var en amerikansk golfspelare.
McDougall kom från en släkt som hade ett stort golfintresse och både hennes far och farfar var medlemmar i golfklubben Waverley Country Club, den klubb som hon själv senare blev medlem i. Hennes stora intresse var hästar men när hennes bröder började att arbeta sålde hennes far hästarna och övertalade henne att spela golf istället. Hon spelade sin första golfrunda 1928 och hon vann en rad juniortävlingar.
Hennes stora genombrott kom 1934 då hon vann majortävlingen Womens Western Open på Portland Golf Club. Därefter följde flera år av segrar i olika amatörtävlingar och den sista kom 1948.
Hon var ledare för Women’s Western Golf Association mellan 1936 och 1952 och medlem i USGA:s damkommitté mellan 1941 och 1952.

## Meriter

### Majorsegrar
- 1934 Womens Western Open

### Övriga segrar
- 1930 Oregon Junior Girls’ Champion
- 1931 Oregon Junior Girls’ Champion
- 1934
- 1935 Oregon Women’s Open Amateur
- 1936 PNGA Women’s Amateur Champion, Oregon Women’s Amateur
- 1937 PNGA Women’s Amateur Champion, Oregon Women’s Amateur
- 1938 PNGA Women’s Amateur Champion
- 1939 PNGA Women’s Amateur Champion, Oregon Women’s Amateur
- 1940 Oregon Women’s Amateur
- 1948 PNGA Women’s Amateur Champion